# Bordž-e Ázádí
Bordž-e Ázádí (persky برج آزادی‎ – doslova Věž svobody) je věž v Teheránu.
Byla postavena v roce 1971 u příležitosti oslav 2 500 výročí vzniku Perské říše. Stala se symbolem města, pomyslnou vstupní branou do moderního Teheránu. Její původní název Šahjád Árjámehr (شهیاد آریامهر) by se dal přeložit jako „Památník na šáha“ (perský král), ale po íránské revoluci byla věž v roce 1979 přejmenována na dnešní název „Věž svobody“.
Výška věže je 50 metrů. fasádu zdobí bloky z bílého mramoru. Byla postavena na návrh íránského architekta Hosajna Amanata. Věž je spolu s náměstím Azad součástí kulturního komplexu. Ve věži se nachází muzeum a v exteriéru několik fontán.